# 辻井正
辻井 正（つじい ただす、1929年9月19日 - 2014年7月3日）は、日本の医師・医学者。奈良県立医科大学名誉教授。元日本消化器病学会理事長。2006年、瑞宝中綬章受章。
医学博士（東京大学・1960年）（学位論文「アルファーグロブリン増加の機序に関する研究」）。

## 学位
- 医学博士（東京大学）

## 略歴
昭和22年03月　奈良県立五條中学校（現奈良県立五條高等学校）卒業
昭和29年03月　奈良県立医科大学卒業
昭和33年07月～昭和35年3月　奈良県立医科大学（第一内科学）助手
昭和35年04月～昭和35年9月　奈良赤十字病院医員
昭和35年10月　奈良県立医科大学（第一内科学）助手
昭和39年06月　奈良県立医科大学（第一内科学）講師
昭和52年06月　奈良県立医科大学拡充に伴い、新設された、第三内科学[＝消化器内科分野]の初代教授となり、平成07年3月までつとめる、以下退職まで学長専任
昭和63年04月～平成04年3月　奈良県立医科大学　附属病院長
平成06年04月～平成10年3月　奈良県立医科大学長(平成08年4月より、奈良県立医科大学看護短期大学部の学長を兼任)

## 専門分野
内科学一般、消化器、肝臓病学

## 研究分野
肝硬変合併症の病態生理学的背景と治療
肝と他臓器相関
胆汁酸代謝、胆汁酸の免疫
肝繊維化
アルコール性肝障害
脂肪肝の臨床

## 主な開催学会・研究会
次の学会長を務めた。
第32回日本消化器病学会大会（平成02年10月）
第29回日本肝臓学会総会（平成05年07月）
第33回日本消化器病学会近畿地方会（昭和55年09月）
第112回日本内科学会近畿地方会（昭和58年12月）
第7回アルコール代謝と肝研究会（昭和62年04月）
第5回消化器臓器相関研究会（昭和62年08月）
第2回腹腔鏡的胆嚢摘出術研究会（平成03年12月）
第19回日本急性肝不全研究会（平成05年07月）
第6回含硫アミノ酸研究会（昭和58年08月）

## 学会の歴任役職
日本内科学会評議員（現功労会員）
日本消化学器学会理事長（現名誉会員）
日本消化器病学会理事
日本肝臓学会理事（現名誉会員）
日本消化器内視鏡学会評議員
日本胆道学会評議員（現名誉会員）
日本成人病学会評議員
日本アルコール医学会評議員
国際肝臓研究会（IASL）Active Member
アジア・太平洋肝臓研究会（APASL）Active Member

## その他特記事項
- 平成02年03月15日～平成04年3月15日　厚生省医療関係者審議会専門委員